# Арсура (деревня, Васлуй)
Арсура (рум. Arsura)— село, расположенное в жудеце Васлуй в Румынии. Входит в состав коммуны Арсура.

## География
Село расположено в 303 км к северо-востоку от Бухареста, 29 км к северо-востоку от Васлуя, 50 км к юго-востоку от Ясс.

## Население
По данным переписи населения 2002 года в селе проживали 786 человек.

### Национальный состав
| Национальность | Кол-во человек | Процент |
| -------------- | -------------- | ------- |
| Румыны         | 786            | 100 %   |

### Родной язык
| Язык      | Кол-во человек | Процент |
| --------- | -------------- | ------- |
| Румынский | 786            | 100 %   |